# Maskman
Flashman Liveman
Maskman (光戦隊マスクマン, Hikari Sentai Masukuman, littéralement Maskman, l'escadron de la lumière) est une série télévisée japonaise du genre sentai, en 51 épisodes de 30 minutes, créée en 1987.
En France, elle a été diffusée à partir du 8 juin 1988 sur TF1 dans le Club Dorothée sous le titre de Bioman 2 : Maskman puis rediffusée sur Mangas, bien que les deux séries n'aient aucun lien scénaristique.

## Synopsis
Un empire souterrain nommé "Tublar" envoie la princesse Iaru dans le monde extérieur pour espionner le projet Maskman. Mais sa mission échoue et elle tombe amoureuse de Red Mask. À la suite de cette amourette, elle est capturée par l'empire souterrain qui la juge pour trahison et est enfermée dans un cercueil de glace par l'empereur Zehba. Désormais les Maskmen utiliseront tout leur savoir pour vaincre le Tublar et délivrer Iaru.
Au fur et à mesure des combats ils découvriront la relation entre Iaru et Igam qui sont sœurs et aussi le terrible secret de Zeba

## Distribution[1]
- Hiroshi Takeda (VF : Laurent Hilling) : narrateur
- Ryōsuke Umezu (VF : Jean-Louis Faure) : Takeru (Mikaël) / Red Mask (Force Rouge)
- Kōichi Kusakari (VF : Jean-Pierre Malardé) : Kenta (Kent) / Black Mask (Force Noire)
- Kazunari Hirota (VF : Pierre Laurent) : Akira (Allan) / Blue Mask (Force Bleue)
- Yuki Nagata (VF : Geneviève Taillade) : Haruka (Héléna) / Yellow Mask (Force Jaune)
- Kanako Maeda (VF : Annabelle Roux) : Momoko (Barbara) / Pink Mask (Force Rose)
- Hayato Tani (VF : Frédéric Girard) : Commander Sanjūrō Sugata (commandant Sugata)
- Hideki Habaya : Ryō Asuka / X1 Mask (Néoman) (épisode 39)
- Hideaki Kusaka, Seizō Katō (voix) (VF : Jean-Pierre Denys) : Empereur Zēba
- Keijiro Shiga (VF : Laurent Hilling) : Chitei Shirei Baraba
- Yoshinori Okamoto (VF : Frédéric Girard) : Chiteinin Oyobū
- Kaori Kubota (VF : Dany Tayarda) : Fumin (Fumi)
- Keijiro Shiba (VF : Laurent Hilling) Commandant Barbar
- Mina Asami (VF : Danièle Hazan) : Chiteiōshi Igam / Chiteiōshi Iaru / Mio (Marion)
- Takuzo Kamiyama : Chiki Chikijū Anagumas (épisodes 1, 19-50)
- Nobu Shinoda : Enerugījū Okelampa
- Shunta Fuchino : Tōzoku Kishi Kiros (épisodes 27-49)

## Personnages

### Maskmen
- Mickaël (タケル, Takeru?) / Force Rouge (レッドマスク, Reddo Masuku?)
  - Armes : Masky Blade (マスキーブレード, Masukī Burēdo?)
  - Attaques : Laser Arrow (レーザーアロー, Rēzā Arō?), Masky Clash (マスキークラッシュ, Masukī Kurasshu?)
  - Geste de méditation : Zaï (斉, Zai?) (mains ouvertes, index et pouces joints), qui signifie la maîtrise des forces naturelles.
- Kent (ケンタ, Kenta?) / Force Noire (ブラックマスク, Burakku Masuku?)
  - Armes : Masky Rod (マスキーロッド, Masukī Roddo?)
  - Geste de méditation : Jin (壬, Jin?) (réunion des dix doigts en un unique poing), qui signifie la prévoyance des pensées et intentions des autres.
- Allan (アキラ, Akira?) / Force Bleue (ブルーマスク, Burū Masuku?)
  - Armes : Masky Tonfa (マスキートンファー, Masukī Tonfā?)
  - Geste de méditation : Retsu (烈, Retsu?) (réunion des deux poings ensemble avec dépassement de l'index gauche), qui signifie la domination sur le temps et l'espace.
- Héléna (ハルカ, Haruka?) / Force Jaune (イエローマスク, Ierō Masuku?)
  - Armes : Masky Rotor (マスキーローター, Masukī Rōtā?)
  - Attaques : Yellow Mask Shadow Clone (イエローマスク影分身, Ierō Masuku Kage Bunshin?)
  - Geste de méditation : Tô (十, Tō?) (réunion des dix doigts en un unique poing avec dépassement des annulaires et des auriculaires), qui signifie l'harmonie avec l'Univers.
- Barbara (モモコ, Momoko?) / Force Rose (ピンクマスク, Pinku Masuku?)
  - Armes : Masky Ribbon (マスキーリボン, Masukī Ribon?)
  - Geste de méditation : Sha (者, Sha?) (réunion des dix doigts en un unique poing avec dépassement des index), qui signifie la maîtrise de soi.

### Alliés
- Commandant Sanjûrô Sugata (姿三十郎長官, Sugata Sanjūrō-chōkan?) (jeu de mots sur Sugata Sanshirô, de La Légende du grand judo et ses remakes, et Sanjuro, deux films d'Akira Kurosawa)
- Ryô Asuka (飛鳥リョー, Asuka Ryō?) / Néoman (Ｘ１マスク, Ekkusu Wan Masuku?) (épisode 39)

### Empire souterrain Tublar
L'empire souterrain Tublar (地底帝国チューブ, Chitei Teikoku Chūbu) était autrefois un paisible royaume souterrain, avant l'usurpation du trône par l'empereur Zehba ; ce dernier entend à présent conquérir la Terre.
- Empereur Zehba (地帝王ゼーバ, Chiteiō Zēba?)
- Princesse impériale souterraine Igam (地帝王子イガム, Chiteiōshi Igamu?)
- Commandant impérial souterrain Barbar (地帝指令バラバ, Chitei Shirei Baraba?) (épisodes 1-48)
- Ninja impérial souterrain Oyobo (地帝忍オヨブー, Chiteinin Oyobū?)
- Ninja impérial souterrain Fumi (地帝忍フーミン, Chiteinin Fūmin?)
- Bête des curiosités souterraines Anagmas (地奇地奇獣アナグマス, Chiki Chikijū Anagumasu?) (épisodes 1-50)
- Bête énergique Okerampa (エネルギー獣オケランパ, Enerugījū Okeranpa?)
- Princesse Iaru (イアル姫, Iaru-hime?) / Marion (美緒, Mio?)
- Lalaba (ララバ, Raraba?) (épisode 30) : mère de Barbar
- Unglers (アングラー兵, Angurā Hei?) : fantassins de l'empire souterrain.
- Dragon Igam (イガム竜, Igamu-ryū?) (épisodes 31-50) Le gardien de la famille Igam.

## Arsenal
- (マスキングブレス, Masukingu Buresu?) : transformateur des Maskmen. Ils revêtent leurs armures par la commande « Aura suprême ! »! (「オーラマスク！」, « Ōra Masuku! »?, « Aura Mask ! »).
- Bio-laser Magnum (レーザーマグナム, Rēzā Magunamu?)
- Bio-Canon (ショットボンバー, Shotto Bonbā?) (détruit par Kiros et Beam Doggler dans l'épisode 27)
- Bio-Surf d'assaut (ジェットカノン, Jetto Kanon?)

## Mechas
- Bio-Turbo Ranger (ターボランジャー, Tābo Ranjā?)

- Bio-Galaxy Robot (グレートファイブ, Gurēto Faibu?) : formé à partir des cinq véhicules suivants :
  - Bio-Chasseur (マスキーファイター, Masukī Faitā?) : piloté par Force rouge.
  - Bio-Foreuse (マスキードリル, Masukī Doriru?) : piloté par Force noire.
  - Bio-Tank (マスキータンク, Masukī Tanku?) : piloté par Force bleue.
  - Bio-Jet (マスキージェット, Masukī Jetto?) : piloté par Force jaune.
  - Bio-Coptère (マスキージャイロ, Masukī Jairo?) : piloté par Force rose.

L'assemblage a lieu à partir de la commande « Fusion ! Bio-Galaxy Robot ! » (「合体！ファイブクロス！」, « Gattai! Faibu Kurosu! », Fusion ! Five Cross !). Il est armé de l'épée Bio-photon Électron Laser (光電子ライザー, Kōdenshi Raizā), du Bio-bouclier (ファイブシールド, Faibu Shīrudo), du Bio-cutter (ジャイロカッター, Jairo Kattā) et du Bio-pistolet (グレートガン, Gurēto Gan). Au moment de porter le coup de grâce, les Maskmen disent : « Aura suprême ! Action finale ! » (「ファイナルオーラバースト！」, « Fainaru Ōra Bāsuto! »)
- Galaxy Robot (ギャラクシーロボ, Gyarakushī Robo?)
  - Land Galaxy (ランドギャラクシー, Rando Garyakushī?)

## Épisodes
Note : les titres sont les traductions des titres japonais utilisés par la chaîne Mangas.
1. La fugitive du Tublar (美しき謎の逃亡者, Utsukishiki Nazo no Tōbōsha?)
2. Le château des ténèbres (怪奇！闇の地底城, Kaiki! Yami no Chiteijō?)
3. Premier pas vers l'inconnu (未知への第一歩！, Michi e no Daiippo!?)
4. Le modèle Super F1 (燃やせ！Ｆ１魂！, Moyase! Efu Wan Tamashī!?)
5. Le petit escrimeur (小さな剣士ブルー, Chiisa na Kenshi Burū?)
6. La main de Dieu (夢のゴッドハンド, Yume no Goddo Hando?)
7. L'amour de Kenta (爆発！ケンタの愛, Bakuhatsu! Kenta no Ai?)
8. Le rayon de la fleur (燃えろ！花の剣！？, Moero! Hana no Ken!??)
9. L'aura de la vie (合体！命のオーラ, Gattai! Inochi no Ōra?)
10. Igam contre Takeru (イガムＶＳタケル, Igamu Tai Takeru?)
11. Le réfugié venu du monde souterrain (地底からの亡命者, Chitei Kara no Bōmeisha?)
12. L'honneur des ninjas (挑戦！忍びの誇り, Chōsen! Shinobi no Hokori?)
13. Poursuivez l'idole ! (アイドルを追え！, Aidoru o Oe!?)
14. La grande fuite vers le ciel bleu (青空への大脱出！, Aozora e no Dai Dasshutsu!?)
15. Adieu chère fleur (さらば愛しき花よ！, Saraba Itoshiki Hana yo!?)
16. La flamme de Barbar (必殺！炎のバラバ, Hissatsu! Honō no Baraba?)
17. Le labyrinthe infernal (破れ！地獄の迷宮, Yabure! Jigoku no Meikyū?)
18. La poupée-vampire (愛しの吸血人形！, Itoshi no Kyūketsu Ningyō!?)
19. Anagmas le démon (妖魔！アナグマス, Yōma! Anagumasu?)
20. Le piège (罠！沈む巨大ロボ, Wana! Shizumu Kyodai Robo?)
21. L'ombre noire de la vallée des brumes (霧の谷の黒い影, Kiri no Tani no Kuroi Kage?)
22. La tempête de l'Aura suprême (風雲オーラの嵐！, Fūun Ōra no Arashi!?)
23. Mio est devenue un démon (悪魔になった美緒, Akuma ni Natta Mio?)
24. Le jeune monstre de la grotte aux stalactites (鍾乳洞の少年怪獣, Shōnyūdō no Shōnen Kaijū?)
25. La petite amie d'Akira ?! (アキラの恋人！？, Akira no Koibito!??)
26. Des vies disparaissent sur le sable brûlant ! (熱砂に消えた命！, Nessa ni Kieta Inochi!?)
27. Le chevalier Kiros (盗賊騎士キロス！, Tōzoku Kishi Kirosu!?)
28. Mio serait-elle la princesse Iaru ? (美緒がイアル姫！？, Mio ga Iaru-hime!??)
29. La nouvelle arme mortelle (友情の新必殺武器, Yūjō no Shin Hissatsu Buki?)
30. Maman !! Le cri profond de Barbar ! (ママ！！バラバの絶叫！, Mama!! Baraba no Zekkyō!?)
31. L'apparition du Serpent-Dragon, protecteur d'Igam (出現！守護神イガム竜, Shutsugen! Shugoshin Igamuryū?)
32. La course mortelle d'Oyobo (オヨブー必殺走り, Oyobū Hissatsu Hashiri?)
33. Takeru ! Tue l'amour ! (タケルよ！愛を斬れ！, Takeru yo! Ai o Kire!?)
34. Le blues d'un amour et d'une volonté de tuer (愛と殺意のブルース, Ai to Satsui no Burūsu?)
35. Le mystère de Zehba ! La tombe interdite (ゼーバの謎！禁断の墓, Zēba no Nazo! Kindan no Haka?)
36. Les jumelles destructrices (消滅！双子の破壊少女, Shōmetsu! Futago no Hakai Shōjo?)
37. Des guerriers luttant pour leur rêve (夢に賭ける戦士たち, Yume ni Kakeru Senshitachi?)
38. L'époque où faillit disparaître Takeru (タケルが消される時間, Takeru ga Kesareru Jikan?)
39. La résurrection du premier Maskman (復活！謎のＸ１マスク, Fukkatsu! Nazo no Ekkusu Wan Masuku?)
40. La mélodie de l'amour (甦れ！愛のメロディー, Yomigaere! Ai no Merodī?)
41. Haruka et Momoko, les puissantes femmes voleuses (女強盗ハルカ&モモコ, Onna Gōtō Haruka to Momoko?)
42. Au voleur ! Le jeune garçon gourmand (翔べ！いじけ少年の詩, Kakebe! Ijike Shōnen no Shi?)
43. Une formule magique lancinante (アキラ失明！謎の呪文, Akira Shutsumei! Nazo no Jumon?)
44. Akira, l'épéiste de l'empire souterrain (変身！地帝剣士アキラ, Henshin! Chitei Kenshi Akira?)
45. La féminité d'Igam (イガム王子！君は女！, Igamu-ōji! Kimi wa Onna!?)
46. Le secret de la source maudite (逆襲！血の池の秘密, Gyakushū! Chi no Ike no Himitsu?)
47. La danse des ténèbres (出撃前夜！死の踊り, Shutsugeki Zen'ya! Shi no Odori?)
48. Baraba ! Une mort dans la trahison (バラバ！裏切りに死す, Baraba! Uragiri ni Shisu?)
49. Le réveil de la princesse Iaru (よみがえったイアル姫, Yomigaetta Iaru-hime?)
50. L'effrayant secret de Zehba (ゼーバ！戦慄の正体, Zēba! Senritsu no Shōtai?)
51. La grande destruction du château de l'empire souterrain (地帝城大崩壊！, Chitei Shiro Dai Hōkai!?)

## Autour de la série
- Maskman est la première série dont le thème est inspiré par un film ou une série populaire au Japon, comme Zyuranger, Hurricaneger, Dekaranger, Magiranger et Gokaiger. Celui de Maskman s'inspire de Dragon Ball et de Daimos.
- Maskman est la deuxième série (la première étant Bioman) à inclure le prototype du sixième héros, bien que celui-ci n'apparaisse que dans l'épisode 39. C'est Ryô : il se transforme en un guerrier vert du nom de « Néoman ». Son costume s'inspire des Maskmen, mais aussi de Battle Fever J.
- À la différence de Bioman, où seulement deux véhicules s'assemblent pour former le robot géant, chacun des cinq héros possède pour la première fois un véhicule représentant une partie du robot géant.
- Dans l'épisode 38, on peut voir Takeru enfant déguisé en Jiro, le héros de Kikaider, série qui inspira Metalder diffusée la même année au Japon.
- L'épisode 42 peut être un clin d’œil aux jeux vidéo de Super Mario Bros sortis à peu près la même année car il y a des champignons qui développent la force. C'est Barbar qui les fait pousser mais se le fera voler par un enfant peureux qui les utilisera pour son propre compte mais avec un effet limité dans le temps.
- Bien que Maskman n'ait jamais été adapté aux États-Unis pour Power Rangers, trois rangers de Power Rangers : Super Megaforce se transforment dans quelques épisodes en Red Mask, Blue Mask et Yellow Mask. L'usage des combinaisons de Maskman correspond à un nouveau pouvoir : le Lightning mode (ou Blitz mode).

## Sortie DVD
- Aucune sortie DVD en France n'a été programmée[2]. Cependant, Black Box Videos vient d'en acquérir les droits pour une prochaine sortie[3].